# Czik (osiedle typu miejskiego)
Czik (ros. Чик) – osiedle typu miejskiego w Rosji, w obwodzie nowosybirskim, w rejonie koczeniowskim. W 2010 liczyło 5009 mieszkańców.